# Флаг Шемышейского района
Флаг муниципального образования Шемыше́йский район Пензенской области Российской Федерации — опознавательно-правовой знак, служащий официальным символом муниципального образования.
Флаг утверждён 21 сентября 2006 года решением Собрания представителей Шемышейского района № 403-43/1 и 8 декабря 2006 года внесён в Государственный геральдический регистр Российской Федерации с присвоением регистрационного номера 2774.

## Описание
«Представляет собой жёлтый прямоугольник 1:1,6 м, на котором в нижней 1/3 части „ржавая“ осока пурпурного цвета и над ней летящая ласточка».
Неофициальное описание флага, данное Союзом геральдистов России (соразработчики флага), гласит: «Флаг представляет собой прямоугольное жёлтое полотнище с отношением ширины к длине 2:3, воспроизводящее фигуры герба: вдоль нижнего края красную траву — осоку и в середине жёлтой части видимую со спины летящую ласточку».

## Обоснование символики
Флаг языком символов и аллегорий отражает природные и культурные особенности района.
В мордовском языке выражение «шемень шей» означает — ржавая трава, осока, камыш. Обилие произрастающих здесь трав дали название местности и отражены на флаге, делая его композицию гласной.
Жёлтое полотнище символизирует природное богатство края, справедливость и великодушие народа. Жёлтый цвет (золото) — символ урожая, достатка, стабильности, уважения и интеллекта.
Плодородие земель юго-западной части района славится издавна. Здесь традиционно собирают богатый урожай зерновых. Северо-восток края занят лесами, что позволило населению заниматься заготовкой древесины, ремеслом по дереву, производить дёготь.
Ласточки (стрижи) постоянные обитатели крутых склонов вдоль берега реки Уза и Сурского водохранилища. Эти птицы трудолюбивы, самоотверженно заботятся о своём потомстве, умелые строители. Ласточка в геральдике символизирует свободу, трудолюбие, благополучие в семье и заботу о детях.
Чёрный цвет — символ скромности, мудрости, вечности бытия.
Красный цвет — символ труда, силы, мужества, красоты и праздника.